# Portella Blanca d'Andorra
La Portella Blanca d'Andorra o Coll d'Engaït és un coll de muntanya situat a 2.514,9 metres d'alçada sobre el nivell del mar, entre el Pic Negre d'Envalira i el Pic de Calm Colomer.
Separa la Ribera de Campcardós, tributària del riu Querol a la vall de Querol (Alta Cerdanya), a la conca del riu Segre; del riu d'Engaït, després riu de la Llosa a la Vall de la Llosa (Baixa Cerdanya), també a la conca del riu Segre.
Fa de límit administratiu d'Encamp, Lles de Cerdanya, i Porta. Al mateix coll hi ha la fita 427 de la partió entre els estats espanyol i francès segons el Tractat dels Pirineus (1659-1868) que parteix la Cerdanya. És una gran fita de granit que indica el trifini comunal, municipal i parroquial, comarcal i estatal anteriorment esmentats.
La vista des del coll és esplèndida, el paisatge és el típic d'aquestes altituds, pelat i sense arbres. Pel cantó francès es veu el vessant nord del Puigpedrós i tota la vall de Campcardós que va a desembocar a Porta. El coll és just a sota del Pic Negre d'Envalira, de 2.825 m. Cap al sud es pot gaudir de la vista que ofereix tota la vall d'Engaït.
El vessant nord-est de la Portella Blanca d'Andorra és espai natural protegit, inclosa al Parc Natural Regional del Pirineu Català.
L'escola pública de Lles de Cerdanya rep el nom d'Escola Portella Blanca, de la  Zona Escolar Rural (ZER) Baridà-Batllia, de Montellà i Martinet.

## Llegenda
Segons una de les llegendes andorranes, per la Portella Blanca d'Andorra és per on va passar un petit grup d'habitants de les valls de la Valira per tal de formar una milícia que es va unir als exèrcits de Carlemany en el seu intent de foragitar els alarbs de les valls pirinenques. Llur aportació va ser fonamental, sobretot pel seu coneixement del territori. Com a premi, Carlemany els va atorgar protecció permanent, en el que es considera fundació llegendària d'Andorra.

## Accés
És únicament accessible a peu. Representa un dels alts passos de muntanya d'accés a Andorra més freqüentats.

### Senderisme
Aquest port de muntanya és creuat pels següents camins de gran recorregut:
- GR-7.[6]

- GR-107. Camí dels Bons Homes, on la Portella blanca d'Andorra és el sostre del Camí dels Bons Homes.